# اندیس کم سفید ۳
کم سفید ۳ یک اندیس فلزی است که در حوالی شهر دورکان استان کرمان قرار دارد و مادهٔ معدنی موجود در آن، مس است.سنگ میزبان این اندیس داسیت، ریولیت است و دیرینگی آن به دوران کرتاسه می‌رسد. در این اندیس، پاراژنز‌های پیریت ، کریزوکول ، آزوریت یافت می‌شوند.